# Цемлинский, Александр фон
Алекса́ндр фон Цемли́нский (нем. Alexander von Zemlinsky, 14 октября 1871, Вена, Австро-Венгрия — 15 марта 1942, Нью-Йорк, США) — австрийский композитор и дирижёр.

## Биография
Александр фон Цемлинский родился в Вене, куда его дед, Антон, женившийся на австрийке, иммигрировал из Жилины (ныне в Словакии, а тогда — в Венгрии). Адольф фон Цемлинский (1845—1900), отец Александра, был крещён католиком. Мать Цемлинского Клара Земо (1848—1912) родилась в Сараево, в семье сефардского еврея и боснийской мусульманки. Перед женитьбой на Кларе Земо Адольф Цемлинский перешёл в иудаизм, к которому с рождения принадлежал и Александр. Отец Цемлинского прибавил к своей фамилии аристократическое «фон», хотя никто из предков Цемлинского не был аристократом. Также он заменил начальное «S» в «Semlinski» (первоначальный вариант фамилии) на «Z».
Александр занимался игрой на фортепиано с раннего детства, прислуживал в синагоге, играя на органе по праздникам. В 1884 году он поступил в Венскую консерваторию, где учился у Антона Доора по классу фортепиано. В 1890 году выиграл консерваторский конкурс. Цемлинский окончил обучение в 1892 году; в период обучения в консерватории он занимался с Робертом и Иоганном Непомуком Фуксами, Антоном Брукнером, на то же время приходятся первые опыты в сфере композиции.
Цемлинский обрел серьёзную поддержку в лице Иоганнеса Брамса, с которым его познакомил его учитель, Иоганн Фукс, по приглашению которого, Брамс посетил премьерное исполнение первой симфонии Цемлинского (в ре минор) в 1893 году. Брамс высоко оценил молодого композитора и рекомендовал его произведения издателю Зимроку для печати.
В 90-х годах Цемлинский знакомится с Арнольдом Шёнбергом, с которым заводит крепкую дружбу, а позднее даже роднится с ним (когда его сестра, Матильда, выходит замуж за Шёнберга). Известно, что Шёнберг брал у Цемлинского ряд уроков по контрапункту.
В 1897 году с большим успехом состоялась премьера Второй симфонии композитора (третьей, если считать в хронологическом порядке, отчего симфонии иногда присваивают третий номер). Успеху Цемлинского способствовал Густав Малер, дирижировавший премьерой его оперы «Es war einmal…» («Однажды давным-давно…») в Венской Придворной опере в 1900 году. В 1899 году Цемлинский получил должность капельмейстера в венском Карл-театре.
В 1900 году Цемлинский познакомился с Альмой Шиндлер, обучавшейся у него композиции. Цемлинский признался ей в любви, но получил отказ — Альма ощущала давление со стороны родственников, настаивавших на прекращении её романтических отношений с композитором. В 1902 году Альма вышла замуж за Густава Малера. В 1907 году Цемлинский женился на Иде Гутманн, однако брак оказался несчастливым. После смерти Иды, последовавшей в 1929 году, Цемлинский женился в 1930 году на Луизе Заксель, которая была на 29 лет моложе Цемлинского и которой он давал уроки пения с 1914 года. Этот брак был намного удачнее и продлился до смерти Цемлинского.
В 1906 году Цемлинский был назначен первым капельмейстером венской Народной оперы. С 1911 по 1927 год он дирижировал в Пражской опере, в том числе и премьерой оперы Шенберга «Erwartung» («Ожидание»); в 1920 году стал первым ректором открывшейся в Праге Немецкой академии музыки. После продолжительного пребывания в Праге он переехал в Берлин, где работал под началом Отто Клемперера как дирижёр в Опере Кроля. 
После прихода нацистов к власти в Германии в 1933 году Цемлинский переехал в Вену, где не занимал никакой официальной должности, но продолжал писать музыку и выступать в качестве приглашенного дирижёра. В 1938 году он переехал в Соединенные Штаты и обосновался в Нью-Йорке. Однако, в отличие от его друга Шенберга, в то же время эмигрировавшего в США и принятого с большим восторгом, Цемлинский в Америке не пользовался популярностью. Он прекратил писать музыку, чувствовал себя всеми забытым и никому не нужным, много болел. В 1942 он умер от пневмонии. Согласно завещанию Цемлинского, его прах был погребен в Вене, городе, который он всегда считал родным.

## Сочинения

### Произведения для оркестра
- Симфония e-moll (1891, сохранились только две части).
- Симфония № 1 d-moll (1892).
- Симфония № 2 B-dur (1897).
- Drei Ballettstücke. Сюита из Der Triumph der Zeit (1902).
- «Русалочка» (нем. Die Seejungfrau, фантазия (1902-03, премьера состоялась в Вене в 1905).
- Симфониетта, op. 23 (1934, первое исполнение — Прага, 1935).

### Оперы
- Sarema, опера в трёх частях (либретто композитора, Адольфа фон Цемлинского и Арнольда Шенберга, 1893-95, премьера в Мюнхене в 1897[3])
- Es war einmal …, опера в трёх актах с прологом (либретто Максимилиана Сингера, 1897-99, rev. 1912, первое представление в Вене в 1900 под руководством Густава Малера)
- Der Traumgörge, опера в двух актах с эпилогом (либретто Leo Feld, 1904-06, премьера в Нюрнберге в 1980)
- Kleider machen Leute, опера в трёх актах с прологом (либретто Leo Feld) (три версии, 1908—1909/1910/1922), первое исполнение в Вене в 1910)
- Eine florentinische Tragödie (Флорентийская трагедия), опера в одном акте, op. 16 (либретто Oscar Wilde/ Max Meyerfeld, 1915/16), премьера в Штутгарте в 1917)
- Der Zwerg (Карлик), опера в одном акте, op. 17 (либретто Georg C. Klaren по мотивам произведения Оскара Уайльда «День рождения Инфанты», 1919-21, премьера состоялась в Кёльне в 1922 под руководством Отто Клемперера)
- Der Kreidekreis (Круг, очерченный мелом), опера в трёх актах op. 21 (либретто композитора по мотивам произведения Klabund, 1930-32, первое представление в Цюрихе в 1933)
- Der König Kandaules, опера в трех актах op. 26 (либретто композитора на базе произведения Андре Жида в немецком переводе Franz Blei, 1935/36, оркеастровка выполнена Antony Beaumont (1992-96), премьера состоялась в Гамбурге в 1996)

### Другие произведения для театра
- Ein Lichtstrahl (A Ray of Light). Мимическая драма для фортепиано (сценарий Oskar Geller, 1901, rev. 1902)
- Ein Tanzpoem. Танцевальная поэма в одном акте для оркестра(Гуго фон Гофмансталь (1901-04, final version of the ballet Der Triumph der Zeit)
- Incidental music for Shakespeare’s Cymbeline for tenor, reciters and orchestra (1913-15)

### Сочинения для хора
- Frühlingsglaube for mixed chorus and string orchestra (T: Людвиг Уланд) (1896)
- Geheimnis for mixed chorus and string orchestra (1896)
- Minnelied (T: Гейнрих Гейне) for men’s choir and chamber ensemble (c. 1895)
- Hochzeitgesang (T: Jewish liturgy) for tenor solo, chorus, and organ (1896)
- Aurikelchen (T: Richard Dehmel) for women’s choir (c.1920)
- Frühlingsbegräbnis (Text: Пауль Гейзе) cantata for soprano, baritone, mixed chorus and orchestra (1896/97, rev. c. 1903)
- Horch! vom Hügel, welch' sanfter Klang
- Schöner Jüngling
- Wie lieblich er ruht
- Stumm in Wehmut schaut der Mong herab'
- Und ein Specht klopft an den Föhrenstamm
- Als so weihevoll der Alte sprach
- Horch! vom Hügel welch' ein wilder Klang?
- Псалом 83 for soloists, mixed chorus, and orchestra (1900)
- Псалом 23 для хора и оркестра op. 14 (1910, first performance, Vienna 1910)
- Псалом 13 для хора и оркестра op. 24 (1935)

### Произведения для голоса (голосов) и оркестра
- Waldgespräch (T: Йозеф фон Эйхендорф) for soprano, two horns, harp and strings (1896)
- Maiblumen blühten überall (T: Richard Dehmel) for soprano and string sextet (c. 1898)
- Sechs Gesänge на стихи М.Метерлинка op. 13 (1913, orchestrated 1913/21))
- Лирическая симфония для сопрано и баритона с оркестром op. 18 (на стихи Р. Тагора) (1922-23)
- Symphonische Gesänge for baritone or alto and orchestra op. 20. (T: from Afrika singt. Eine Auslese neuer afro-amerikanischer Lyrik, 1929)

### Песни для голоса с фортепиано
- Lieder op. 2 (1895-96)
- Gesänge op. 5 (1896-97)
- Walzer-Gesänge nach toskanischen Liedern von Ferdinand Gregorovius op. 6 (1898)
- Irmelin Rose und andere Gesänge op. 7 (1898/99)
- Turmwächterlied und andere Gesänge op. 8 (1898/99)
- Ehetanzlied und andere Gesänge op. 10 (1899—1901)
- Sechs Gesänge after poems by Maurice Maeterlinck op. 13 (1913)
- Sechs Lieder op. 22 (1934; first performance, Prague 1934)
- Zwölf Lieder op. 27 (1937)
- Three Songs (T: Irma Stein-Firner) (1939)

### Камерная музыка
- Фортепианное трио a-moll (март 1888, только одна часть).
- Фортепианный квартет D-dur (1892? — 1893?). Партитура утеряна, сохранились полная партия альта и первая часть партии виолончели (в Библиотеке Конгресса). Премьера состоялась 20 ноября 1893 года.
- Струнный квартет e-moll (1893?)
- Струнный квинтет d-moll (17 октября — 6 ноября 1894). Первая часть окончена, от других только наброски.
- Струнный квинтет D-dur (11 января 1896). Только четвёртая часть. Может быть, новый финал к квинтету d-moll (1894).
- Трио d-moll для кларнета (скрипки), виолончели и фортепиано, op. 3 (1896?).
- Струнный квартет № 1 A-dur, op. 4 (начат 4 июля 1896).
- Струнный квартет № 2 D-dur, op. 15 (20 июля 1914 — 12 марта 1915).
- Струнный квартет № 3 C-dur, op. 19 (август — 13 сентября 1924).
- Струнный квартет (начат 22 июля 1927). В шести частях, три завершены, три — почти завершены.
- Струнный квартет № 4 «Сюита», op. 25 (1936). Хотя имеет опус, не публиковался.
- Квартет D-dur для кларнета, скрипки, альта и виолончели (август 1938). Наброски.
- Три пьесы для виолончели и фортепиано (Юмореска, Песня, Тарантелла; 1891).
- Соната для виолончели и фортепиано a-moll (1894).
- Serenade (Suite) for violin and piano (1895)
- Юмореска (Рондо), для духового квинтета (1939)
- Jagdstück (Охотничий опус) для двух рожков и фортепиано (1939)

### Фортепианная музыка
- Ländliche Tanze op. 1 (1892)
- Vier Balladen (1892-93)
- Albumblatt (Erinnerung aus Wien) (1895)
- Skizze (1896)
- Fantasien über Gedichte von Richard Dehmel op. 9 (1898)
- Менуэт (from Das gläserne Herz) (1901)